# آخرین نمایش فیلم
آخرین نمایش فیلم (انگلیسی: The Last Picture Show) فیلمی در ژانر درام به کارگردانی پیتر بوگدانوویچ است که در سال ۱۹۷۱ منتشر شد.

## بازیگران
- تیماتی باتومز
- جف بریجز
- الن برستین
- بن جانسون
- کلوریس لیچمن
- سیبل شفرد
- آیلین برنان
- رندی کواید
- کلو گولگر

## اسکار
برنده
- جایزه اسکار بهترین بازیگر نقش مکمل مرد: بن جانسون
- جایزه اسکار بهترین بازیگر نقش مکمل زن: کلوریس لیچمن

نامزد
- جایزه اسکار بهترین بازیگر نقش مکمل مرد: جف بریجز
- جایزه اسکار بهترین بازیگر نقش مکمل زن: الن برستین
- جایزه اسکار بهترین فیلم:
- جایزه اسکار بهترین کارگردانی: پیتر بوگدانوویچ
- جایزه اسکار بهترین فیلم‌نامه اقتباسی: لاری مک‌مورتی و پیتر بوگدانوویچ
- جایزه اسکار بهترین فیلمبرداری: رابرت ال. سرتیس